# لامرسهاگن
لامرسهاگن (به آلمانی: Lammershagen) یک شهر در آلمان است که در Plön (District) واقع شده‌است. لامرسهاگن ۲۹۶ نفر جمعیت دارد.